# Protocalliphora
Genre
Protocalliphora est un genre de mouches de la famille des Calliphoridae.
C'est un genre de mouches à viande contenant de nombreuses espèces qui sont des parasites obligatoires des oiseaux. Les larves vivent dans les nids d'oiseaux et sucent le sang des oisillons. Le genre est affecté par des bactéries du genre Wolbachia et il est possible qu'un transfert horizontal de gènes puisse avoir conduit à des difficultés pour séparer les différentes espèces de Protocalliphora par leurs empreintes ADN, plusieurs espèces possédant des séquences identiques d'ADN mitochondrial de la cytochrome oxydase I.
Les larves se nourrissent parfois à l'intérieur des narines des oisillons et détruisent le tissu à la base du bec conduisant à une croissance réduite de la mandibule supérieure et les jeunes qui grandissent ont un « bec pelle ».

## Liste d'espèces
Selon BioLib (25 février 2021) :
- Protocalliphora aenea Shannon & Dobroscky, 1924
- Protocalliphora asiovora Shannon & Dobroscky, 1924
- Protocalliphora avium Shannon & Dobroscky, 1924
- Protocalliphora azurea (Fallén, 1817)
- Protocalliphora beameri Sabrosky, Bennett & Whitworth, 1989
- Protocalliphora bicolor Sabrosky, Bennett & Whitworth, 1989
- Protocalliphora brunneisquama Sabrosky, Bennett & Whitworth, 1989
- Protocalliphora cuprina (Hall, 1948)
- Protocalliphora deceptor Sabrosky, Bennett & Whitworth, 1989
- Protocalliphora distincta Grunin, 1966
- Protocalliphora falcozi Séguy, 1928
- Protocalliphora fallisi Sabrosky, Bennett & Whitworth, 1989
- Protocalliphora halli Sabrosky, Bennett & Whitworth, 1989
- Protocalliphora hesperia Shannon & Dobroscky, 1924
- Protocalliphora hesperioides Sabrosky, Bennett & Whitworth, 1989
- Protocalliphora hirundo Shannon & Dobroscky, 1924
- Protocalliphora interrupta Sabrosky, Bennett & Whitworth, 1989
- Protocalliphora isochroa Peus, 1960
- Protocalliphora lata Sabrosky, Bennett & Whitworth, 1989
- Protocalliphora lii Fan, 1965
- Protocalliphora lindneri (Peus, 1960)
- Protocalliphora metallica (Townsend, 1919)
- Protocalliphora nuortevai Grunin, 1972
- Protocalliphora parorum Sabrosky, Bennett & Whitworth, 1989
- Protocalliphora peusi Gregor & Povolny, 1959
- Protocalliphora proxima Grunin, 1966
- Protocalliphora rognesi Thompson & Pont, 1993
- Protocalliphora sapphira (Hall, 1948)
- Protocalliphora seminuda Sabrosky, Bennett & Whitworth, 1989
- Protocalliphora shannoni Sabrosky, Bennett & Whitworth, 1989
- Protocalliphora sialia Shannon & Dobroscky, 1924
- Protocalliphora spatulata Sabrosky, Bennett & Whitworth, 1989
- Protocalliphora spenceri Sabrosky, Bennett & Whitworth, 1989
- Protocalliphora tundrae Sabrosky, Bennett & Whitworth, 1989

## Publication originale
- (en) Garry de N. Hough, « Some North American genera of the dipterous group, Calliphorinae Girschner », Entomological news, and proceedings of the Entomological Section of the Academy of Natural Sciences of Philadelphia, Philadelphie, Inconnu, vol. 10,‎ 1899, p. 62-66 (OCLC 1568007, lire en ligne).